# Acciona Energia
Acciona Energia, antigament Corporación Energía Hidroeléctrica de Navarra (EHN), és una empresa de generació d'energia elèctrica a partir d'energia eòlica. La constructora Acciona va entrar com a soci industrial l'any 2003, el 2004 va comprar el 39,58% del seu capital social i, el 2005, va adquirir-ne el 100%.